# Belisana miyi
Espèce
Belisana miyi est une espèce d'araignées aranéomorphes de la famille des Pholcidae.

## Distribution
Cette espèce est endémique du Sichuan en Chine,. Elle se rencontre dans le xian de Miyi.

## Description
Le mâle holotype mesure 2,00 mm et la femelle paratype 2,22 mm.

## Systématique et taxinomie
Cette espèce a été décrite par Wang, Li et Yao en 2025.

## Étymologie
Son nom d'espèce lui a été donné en référence au lieu de sa découverte, le xian de Miyi.

## Publication originale
- Wang, Wang, Li, Wu & Yao, 2025 : « A survey of Belisana spiders (Araneae, Pholcidae) from eastern Sichuan, China. » ZooKeys, sér. , vol. 1236, p. 219-231 (texte intégral).